# Daïra d'Arzew
La daïra d'Arzew est une daïra d'Algérie située dans la wilaya d'Oran et dont le chef-lieu est la ville éponyme d'Arzew.

## Localisation

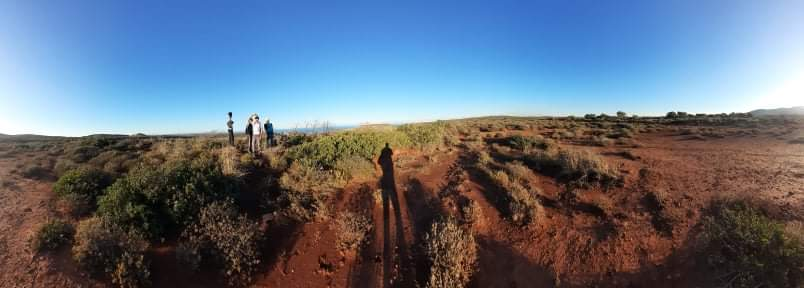
Paysage d'Arzew.

La daïra d'Arzew est une circonscription administrative, située au nord-est d'Oran, limitrophe avec la wilaya de Mostaganem, le long de la côte de la Méditerranée.

## Communes de la daïra
La daïra d'Arzew est constituée de deux communes :
- Arzew
- Sidi Benyebka